# 閻崇年
閻 崇年（えん すうねん、1934年4月24日 - ）は、中国の歴史学者、専攻は清代史。

## 略歴
- 1934年4月24日、中華民国山東省蓬莱県に生まれた。
- 1955年、北京市第六中学を卒業した後、北京師範大学歴史学科に現役合格で入学。
- 1963年—1965年、北京南口農場に下放され、社会主義改造を強いられた。
- 2004年3月、中国中央テレビの「百家講壇」で『清十二帝疑案』というレクチャーシリーズの講師を務めた。[2]
- 現職は北京社会科学院満州学研究所の研究員、北京満州学会の会長、中国紫禁城学会の副会長。[3]

## 著書
- 『努爾哈赤伝』（北京出版社、1983年）
- 『古都北京』（朝華出版社、1986年）
- 『中国歴史大事編年：清代卷』（北京出版社、1987年）
- 『天命汗』（吉林文史出版社、1993年）
- 『中国都市生活史』（台北文津出版社）
- 『満学論集』（民族出版社、1999年）
- 『清朝皇帝列伝』（紫禁城出版社、2002年）
- 『清朝通史：太祖朝』（紫禁城出版社、2003年）
- 『清朝通史：太宗朝』（紫禁城出版社、2003年）
- 『正説清朝十二帝』（中華書局、2004年）
- 『袁崇煥伝』（中華書局、2005年）
- 『明亡清興六十年』（中華書局、2006年·2007年）
- 『康熙大帝』（中華書局、2008年）
- 『合掌録：閻崇年対話星雲大師』（九州出版社、2009年）
- 『大故宮』（長江文藝出版社、2012年）
- 『努爾哈赤全伝』（江蘇文藝出版社、2014年）